# Association sportive des forces armées (Sénégal)
Pour les articles homonymes, voir ASFA et Association sportive des forces armées.
L'Association sportive des forces armées (ASFA) est un club omnisports sénégalais basé à Dakar au Sénégal.

## Basket-ball
L'équipe masculine de basket-ball est la plus titrée en Championnat du Sénégal avec dix titres remportés en 1974, 1975, 1976, 1977, 1978, 1979, 1980, 1984, 1994 et 1995.
Les basketteurs remportent la Coupe du Sénégal en 1974, 1975, 1977, 1985, 1991, 1993, 1994 et 2008..
Sur le plan continental, l'ASFA remporte la Coupe d'Afrique des clubs champions en 1975, 1979 et 1981 ; elle est finaliste de la compétition en 1983 et troisième en 1976.

## Football
L'équipe masculine de football remporte le Championnat du Sénégal à trois reprises, en 1971, 1972 et 1974. Les footballeurs sont aussi finalistes de la Coupe du Sénégal à deux reprises, en 1974 et 1989.
En 1978, ils sont vainqueurs de la Coupe de l'UFOA
Vainqueur du Championnat du Sénégal de football de deuxième division en 1993 et 1998 
Finaliste de la Coupe HCCT en 2019
Le club est promu en National 1 en 2024.

## Handball
Les handballeurs sont champions du Sénégal en 2020 et 2021.
Ils sont également finalistes de la Coupe du Sénégal en 2023

## Rugby à sept
L'équipe masculine de rugby à sept est championnat du Sénégal en 2022, 2023 et en 2024 elle réalise le doublée Coupe du Sénégal de Rugby à XV 2024 et championnat

## Natation
Le club comprend une section natation, où évolue notamment Adama Thiaw Ndir.